# Tour de Flandes
El Tour de Flandes (oficialmente De Ronde van Vlaanderen) es una carrera de un día profesional de ciclismo en ruta que se disputa en la región de Flandes, en Bélgica. Actualmente, recorre un trayecto desde la provincia de Amberes, concretamente desde su ciudad homónima, hasta las ardenas flamencas, al sur de Flandes Oriental, donde se encuentran los alicientes característicos de la carrera. Se celebra el primer domingo de abril y pertenece al calendario UCI WorldTour, máxima categoría de las carreras profesionales.
El Tour de Flandes fue creado en 1913. Desde entonces, solo se ha visto interrumpido desde 1915 hasta 1918 por la Primera Guerra Mundial. De hecho, es la única clásica que se realizó en territorio alemán durante la Segunda Guerra Mundial.
Es el segundo y más joven de los cinco monumentos del ciclismo (Milán-San Remo, París-Roubaix, Lieja-Bastoña-Lieja y Giro Lombardía) y es la última y más importante carrera de la denominada "semana flamenca de ciclismo" (A través de Flandes, E3 Harelbeke, Gante-Gevelgem y Tres Días de La Panne). También es la última carrera de pavé belga del calendario UCI WorldTour y hace parte de las denominadas "Clásicas de Flandes".
Las señas de identidad de De Ronde son su largo kilometraje (260 km) y sus “muros” de pavé, de gran dureza al estar adoquinados y tener casi siempre fuertes rampas, que durante el recorrido se alternan con cotas asfaltadas y sectores de pavé llanos, aunque no tan complicados como los de la París-Roubaix.
Con tres triunfos, son siete los ciclistas que poseen el récord de victorias en la prueba: Achiel Buysse (1940. 1941 y 1943), Fiorenzo Magni (1949, 1950 y 1951), Eric Leman (1970, 1972 y 1973), Johan Museeuw (1993, 1995 y 1998), Tom Boonen (2005, 2006 y 2012), Fabian Cancellara (2010, 2013 y 2014) y Mathieu van der Poel (2020, 2022 y 2024).
Está organizado por Flanders Classics y desde 2004 la carrera cuenta con una versión femenina (oficialmente Ronde van Vlaanderen voor vrouwen).

## Historia
Al igual que otros grandes eventos del ciclismo, como el Tour de Francia o la París-Roubaix, el Tour de Flandes surgió de la idea de promover un diario flamenco deportivo, el Sportwereld.
El diario deportivo Sportwereld nació en el verano de 1912, poco después de la primera victoria de un belga, Odile Defraye, en el Tour de Francia. El periódico, financiado por August De Maeght, tenía como objetivo informar del deporte y promover el uso del neerlandés, idioma reconocido oficialmente (junto con el francés) en Bélgica pocos años atrás, en 1898.
Leon Van de Haute y Karel Van Wijnendaele, los directores de la revista, decidieron rápidamente seguir el ejemplo de los diarios de deportes extranjeros estableciendo una carrera para consolidar el estatus de su título, mirando particularmente a Roubaix como ejemplo. En febrero de 1913 dieron a conocer los planes para el Tour de Flandes, anunciando que la primera edición tendría lugar en mayo de ese mismo año.
La ruta de la inauguración Ronde Van Vlaanderen, con salida y llegada en Gante, se extendió a 324 kilómetros, rodeando a las provincias de habla neerlandesa de Flandes Oriental y Occidental y pasando por todas las ciudades principales porque, como escribió Van Wijnendaele, "todas las ciudades flamencas tuvieron que contribuir a la emancipación de los flamencos".
La primera edición (25 de marzo de 1913) de De Ronde se caracterizó por su falta de colinas, peculiaridad por la que es distinguida hoy en día. Un total de 36 belgas y 1 francés participaron en la inauguración de la carrera. El ganador, Paul Deman, completó el curso en poco más de 12 horas.
En la tercera edición, que tuvo lugar en 1919, pocos meses después del final de la Primera Guerra Mundial, la Ronde ganó sus primeras colinas, en forma de las escaladas adoquinadas de Tiegemberg y Kwaremont. En 1928, el Kruisberg se agregó a la ruta. Estas tres colinas, aparte de una aparición única del Edalareberg, fueron las únicas escaladas en el rumbo de Ronde hasta la era de la posguerra.
En 1938, el diario Het Nieuwsblad compró Sportwereld. Años más tarde, en 1945, uno de los diarios deportivos rivales, Het Volk, estableció una carrera homónima de un día como preparación para De Ronde. Ese mismo año el Sporting Club Kuurne también fundó una clásica, la Kuurne-Bruselas-Kuurne, que inicialmente se llevó a cabo en junio pero en 1949 se trasladó al mismo fin de semana que Het Volk para crear aún más aliciente a la etapa previa al Tour de Flandes.
En 1950, Van Wijnendaele añadió el Muur en Geraardsbergen a los tres "colinas" de la ruta.

### Recorrido

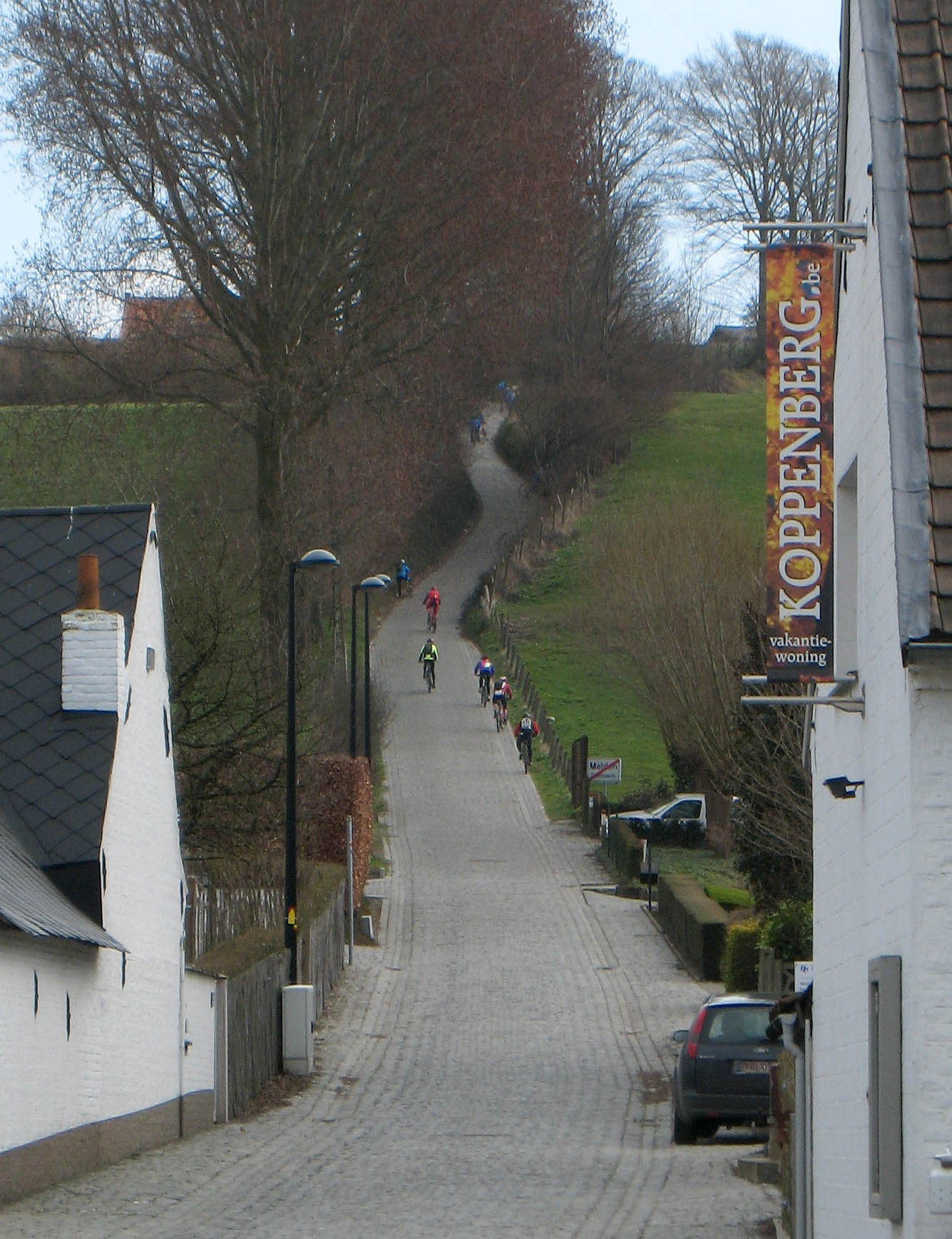
Vista de Koppenberg desde Melden.

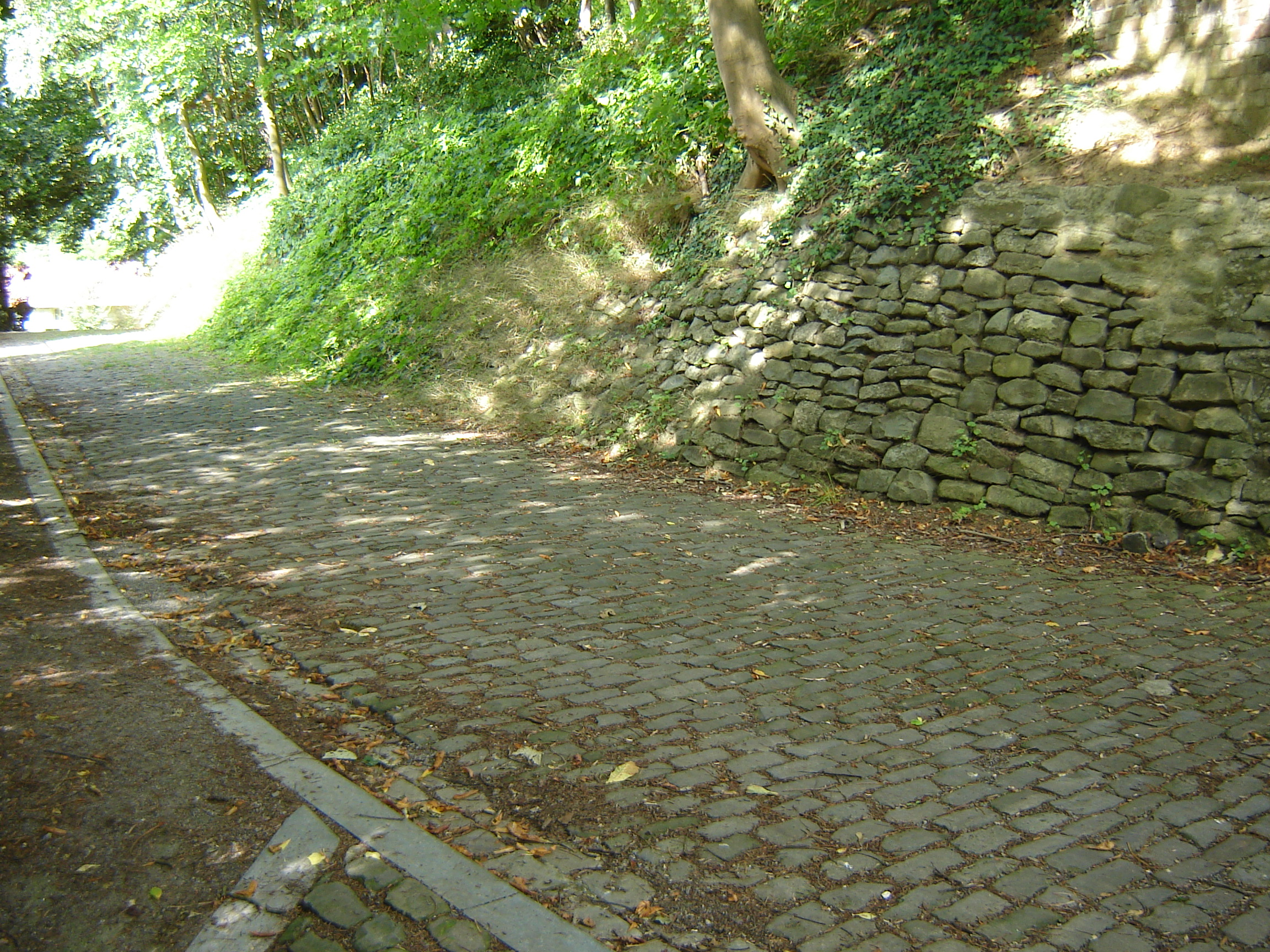
Muur-Kapelmuur, penúltima dificultad.

Las cotas concretas y la llegada han variado mucho a lo largo de la historia de la prueba profesional masculina, siendo el recorrido más cambiante de los monumentos ciclistas junto con el del Giro de Lombardía. De hecho, los muros que se suben en los últimos años no se estrenaron como mínimo hasta la década de los 50 y la mayoría a partir de la década de los 70, como Oude Kwaremont y Koppenberg, subidos por primera vez en 1974 y 1976, respectivamente. En cuanto a la llegada, estuvo alternándose durante bastante tiempo entre la ciudad de Gante y varias localidades cercanas, como Mariakerke (barrio de Gante), Evergem y sobre todo Wetteren, hasta que en 1973 se estableció en Meerbeke (barrio de Ninove) y desde 2010 en el mismo Ninove. El comienzo de la carrera no ha sufrido tantas variaciones, con solo 3 cambios: Gante como inicio hasta el año 1976, Sint-Niklaas de 1977 a 1997 y Brujas desde 1998.
Después de varias ediciones con recorridos de características similares, con algunos cambios en el trazado intermedio (como la inclusión o no del Koppenberg, o el giro hacia el interior de 2011) pero manteniendo la misma salida, llegada y Muur-Kapelmuur y Bosberg como cotas finales Tómase de ejemplo las cotas ascendidas en la edición del 2011:
| Dificultades del recorrido 2011: | Dificultades del recorrido 2011: | Dificultades del recorrido 2011: | Dificultades del recorrido 2011: | Dificultades del recorrido 2011: | Dificultades del recorrido 2011: |
| Número                           | Nombre                           | Km                               | Pavimento                        | Longitud (m)                     | Pendiente media                  |
| -------------------------------- | -------------------------------- | -------------------------------- | -------------------------------- | -------------------------------- | -------------------------------- |
| 1                                | Kluisberg                        | 99                               | asfalto                          | 1250                             | 5,3%                             |
| 2                                | Nokereberg                       | 118                              | pavé                             | 375                              | 5,9%                             |
| 3                                | Molenberg                        | 157                              | pavé /asfalto                    | 463                              | 7%                               |
| 4                                | Wolvenberg                       | 167                              | asfalto                          | 645                              | 7,9%                             |
| 5                                | Oude Kwaremont                   | 185                              | pavé /asfalto                    | 2200                             | 4%                               |
| 6                                | Paterberg                        | 189                              | pavé                             | 360                              | 12,9%                            |
| 7                                | Koppenberg                       | 195                              | pavé                             | 600                              | 11,6%                            |
| 8                                | Steenbeekdries                   | 200                              | pavé                             | 700                              | 5,3%                             |
| 9                                | Taaienberg                       | 203                              | pavé                             | 530                              | 6,6%                             |
| 10                               | Berg Ter Stene                   | 213                              | asfalto                          | 1.300                            | 5%                               |
| 11                               | Leberg                           | 216                              | asfalto                          | 950                              | 4,2%                             |
| 12                               | Berendries                       | 222                              | asfalto                          | 940                              | 7%                               |
| 13                               | Valkenberg                       | 227                              | asfalto                          | 540                              | 8,1%                             |
| 14                               | Tenbosse                         | 233                              | asfalto                          | 455                              | 6,4%                             |
| 15                               | Eikenmolen                       | 239                              | asfalto                          | 610                              | 5,9%                             |
| 16                               | Muur-Kapelmuur                   | 249                              | pavé                             | 475                              | 9,3%                             |
| 17                               | Bosberg                          | 252                              | pavé/asfalto                     | 980                              | 5,8%                             |

En septiembre de 2011 se hizo público que el Tour de Flandes 2012 no terminaría en Meerbeke (Ninove), final de la prueba desde 1973, sino que acabaría en Oudenaarde, con el efecto colateral de la supresión del Muur-Kapelmuur y del Bosberg, las dos subidas previas a la meta en Ninove, pasando a ser las últimas cotas Kwaremont y Paterberg, las cuales se afrontaron en 3 ocasiones durante los 80 km finales al realizar varios bucles al sur de la localidad de Oudenaarde. Tómase de ejemplo las cotas ascendidas en la edición del 2012:
| Dificultades del recorrido 2012: | Dificultades del recorrido 2012: | Dificultades del recorrido 2012: | Dificultades del recorrido 2012: | Dificultades del recorrido 2012: | Dificultades del recorrido 2012: |
| Número                           | Nombre                           | Km                               | Tipo                             | Longitud (m)                     | Pendiente media                  |
| -------------------------------- | -------------------------------- | -------------------------------- | -------------------------------- | -------------------------------- | -------------------------------- |
| 1                                | Taaienberg                       | 119,3                            | pavé                             | 530                              | 6,6%                             |
| 2                                | Eikenberg                        | 115,7                            | pavé/asfalto                     | 350                              | 5,7%                             |
| 3                                | Molenberg                        | 131,3                            | pavé/asfalto                     | 463                              | 7%                               |
| 4                                | Rekelberg                        | 145,7                            | asfalto                          | 800                              | 4%                               |
| 5                                | Berendries                       | 149                              | asfalto                          | 940                              | 7%                               |
| 6                                | Valkenberg                       | 156,8                            | asfalto                          | 540                              | 8,1%                             |
| 7                                | Oude-Kwaremont                   | 179,5                            | pavé/asfalto                     | 2200                             | 4%                               |
| 8                                | Paterberg                        | 183                              | pavé                             | 360                              | 12,9%                            |
| 9                                | Koppenberg                       | 189,6                            | pavé                             | 600                              | 11,6%                            |
| 10                               | Steenbeekdries                   | 194,9                            | asfalto                          | 700                              | 5,3%                             |
| 11                               | Kruisberg/Hotond                 | 210,1                            | asfalto                          | 2500                             | 5%                               |
| 12                               | Oude-Kwaremont                   | 220                              | pavé/asfalto                     | 2200                             | 4%                               |
| 13                               | Paterberg                        | 223,4                            | pavé                             | 360                              | 12,9%                            |
| 14                               | Hoogberg/Hotond                  | 230,4                            | asfalto                          | 3.000                            | 3,5%                             |
| 15                               | Oude-Kwaremont                   | 240,2                            | pavé                             | 2200                             | 4%                               |
| 16                               | Paterberg                        | 243,6                            | pavé                             | 360                              | 12,9%                            |

Desde 2012, ha ido sufriendo pequeños cambios durante todos los años. En 2017, el Kapelmuur regresaría al recorrido, aunque lejos de meta.

## Tour de Flandes sub-23
Desde 1996 se disputa también el Tour de Flandes sub-23 (oficialmente y en neerlandés: Ronde van Vlaanderen Beloften) que es un Tour de Flandes limitado a corredores sub-23, una semana después de sus homónimas sin limitación de edad.
Sus primeras ediciones fueron amateur hasta la creación de los Circuitos Continentales UCI en 2005 cuando empezó a formar parte del UCI Europe Tour, los dos primeros años en la categoría 1.2 (última categoría del profesionalismo), después en la categoría específica creada en 2007 para corredores sub-23, dentro de la última categoría del profesionalismo: 2.1U; y desde 2008 en la categoría creada en 2007, también dentro de la última categoría del profesionalismo: 2.Ncup (Copa de las Naciones UCI).
Tiene entre 160 y 175 km en su trazado, unos 100 km menos que su homónima sin limitación de edad aunque con similares características.

## Palmarés
| Año                                                           | Ganador              | Segundo                | Tercero                    |
| ------------------------------------------------------------- | -------------------- | ---------------------- | -------------------------- |
| 1913                                                          | Paul Deman           | Joseph Van Daele       | Victor Doms                |
| 1914                                                          | Marcel Buysse        | Henri Van Lerberghe    | Pierre Van de Velde        |
| 1915-1918 ediciones suspendidas por la Primera Guerra Mundial |                      |                        |                            |
| 1919                                                          | Henri Van Lerberghe  | Léon Buysse            | Jules Van Hevel            |
| 1920                                                          | Jules Van Hevel      | Albert Dejonghe        | Alfons Van Hecke           |
| 1921                                                          | René Vermandel       | Jules Van Hevel        | Louis Budts                |
| 1922                                                          | Léon Devos           | Jean Brunier           | Francis Pélissier          |
| 1923                                                          | Heiri Suter          | Charles Deruyter       | Albert Dejonghe            |
| 1924                                                          | Gérard Debaets       | René Vermandel         | Felix Sellier              |
| 1925                                                          | Julien Delbecque     | Joseph Pe              | Hector Martin              |
| 1926                                                          | Denis Verschueren    | Gustaaf Van Slembrouck | Raymond Decorte            |
| 1927                                                          | Gérard Debaets       | Gustaaf Van Slembrouck | Maurice De Waele           |
| 1928                                                          | Jan Mertens          | August Mortelmans      | Louis Delannoy             |
| 1929                                                          | Joseph Dervaes       | George Ronsse          | Alfred Hamerlinck          |
| 1930                                                          | Frans Bonduel        | Aimé Dossche           | Émile Joly                 |
| 1931                                                          | Romain Gijssels      | Cesar Bogaert          | Jean Aerts                 |
| 1932                                                          | Romain Gijssels      | Alfons Deloor          | Alfred Hamerlinck          |
| 1933                                                          | Alphonse Schepers    | Léon Tommies           | Romain Gijssels            |
| 1934                                                          | Gaston Rebry         | Alphonse Schepers      | Félicien Vervaecke         |
| 1935                                                          | Louis Duerloo        | Éloi Meulenberg        | Corneille Leemans          |
| 1936                                                          | Louis Hardiquest     | Edgard De Caluwé       | François Neuville          |
| 1937                                                          | Michel D'Hooghe      | Hubert Deltour         | Louis Hardiquest           |
| 1938                                                          | Edgard De Caluwé     | Sylvère Maes           | Marcel Kint                |
| 1939                                                          | Karel Kaers          | Romain Maes            | Edward Vissers             |
| 1940                                                          | Achille Buysse       | Georges Christiaens    | Albéric Schotte            |
| 1941                                                          | Achille Buysse       | Gustaaf Van Overloop   | Odiel Van Den Meersschaut  |
| 1942                                                          | Albéric Schotte      | Georges Claes          | Robert van Eenaeme         |
| 1943                                                          | Achille Buysse       | Albert Sercu           | Camille Beeckman           |
| 1944                                                          | Rik Van Steenbergen  | Albéric Schotte        | Jef Moerenhout             |
| 1945                                                          | Sylvain Grysolle     | Albert Sercu           | Jef Moerenhout             |
| 1946                                                          | Rik Van Steenbergen  | Louis Thiétard         | Albéric Schotte            |
| 1947                                                          | Emiel Faignaert      | Roger Desmet           | Rik Renders                |
| 1948                                                          | Albéric Schotte      | Albert Ramon           | Marcel Rijckaert           |
| 1949                                                          | Fiorenzo Magni       | Valère Ollivier        | Albéric Schotte            |
| 1950                                                          | Fiorenzo Magni       | Albéric Schotte        | Louis Caput                |
| 1951                                                          | Fiorenzo Magni       | Bernard Gauthier       | Attilio Redolfi            |
| 1952                                                          | Roger Decock         | Loretto Petrucci       | Albéric Schotte            |
| 1953                                                          | Wim Van Est          | Désiré Keteleer        | Bernard Gauthier           |
| 1954                                                          | Raymond Impanis      | François Mahé          | Alfons Vandenbrande        |
| 1955                                                          | Louison Bobet        | Hugo Koblet            | Rik Van Steenbergen        |
| 1956                                                          | Jean Forestier       | Stan Ockers            | Leon Van Daele             |
| 1957                                                          | Fred de Bruyne       | Jef Planckaert         | Norbert Kerckhove          |
| 1958                                                          | Germain Derycke      | Willy Truye            | Angelo Conterno            |
| 1959                                                          | Rik Van Looy         | Frans Schoubben        | Gilbert Desmet             |
| 1960                                                          | Arthur Decabooter    | Jean Graczyk           | Rik Van Looy               |
| 1961                                                          | Tom Simpson          | Nino Defilippis        | Jo de Haan                 |
| 1962                                                          | Rik Van Looy         | Michel Van Aerde       | Norbert Kerckhove          |
| 1963                                                          | Noël Foré            | Frans Melckenbeeck     | Tom Simpson                |
| 1964                                                          | Rudi Altig           | Benoni Beheyt          | Jo De Roo                  |
| 1965                                                          | Jo De Roo            | Edward Sels            | Georges Van Coningsloo     |
| 1966                                                          | Edward Sels          | Adriano Durante        | Georges Vandenberghe       |
| 1967                                                          | Dino Zandegù         | Noël Foré              | Eddy Merckx                |
| 1968                                                          | Walter Godefroot     | Rudi Altig             | Jan Janssen                |
| 1969                                                          | Eddy Merckx          | Felice Gimondi         | Marino Basso               |
| 1970                                                          | Eric Leman           | Walter Godefroot       | Eddy Merckx                |
| 1971                                                          | Evert Dolman         | Frans Kerremans        | Cyrille Guimard            |
| 1972                                                          | Eric Leman           | Andre Dierickx         | Frans Verbeeck             |
| 1973                                                          | Eric Leman           | Freddy Maertens        | Eddy Merckx                |
| 1974                                                          | Cees Bal             | Frans Verbeeck         | Eddy Merckx                |
| 1975                                                          | Eddy Merckx          | Frans Verbeeck         | Marc Demeyer               |
| 1976                                                          | Walter Planckaert    | Francesco Moser        | Marc Demeyer               |
| 1977                                                          | Roger de Vlaeminck   | Walter Godefroot       | Jan Raas                   |
| 1978                                                          | Walter Godefroot     | Michel Pollentier      | Gregor Braun               |
| 1979                                                          | Jan Raas             | Marc Demeyer           | Daniel Willems             |
| 1980                                                          | Michel Pollentier    | Francesco Moser        | Jan Raas                   |
| 1981                                                          | Hennie Kuiper        | Frits Pirard           | Jan Raas                   |
| 1982                                                          | René Martens         | Eddy Planckaert        | Rudy Pevenage              |
| 1983                                                          | Jan Raas             | Ludo Peeters           | Marc Sergeant              |
| 1984                                                          | Johan Lammerts       | Sean Kelly             | Jean-Luc Vandenbroucke     |
| 1985                                                          | Eric Vanderaerden    | Phil Anderson          | Hennie Kuiper              |
| 1986                                                          | Adrie van der Poel   | Sean Kelly             | Jean-Philippe Vandenbrande |
| 1987                                                          | Claude Criquielion   | Sean Kelly             | Eric Vanderaerden          |
| 1988                                                          | Eddy Planckaert      | Phil Anderson          | Adrie van der Poel         |
| 1989                                                          | Edwig van Hooydonck  | Herman Frison          | Dag-Otto Lauritzen         |
| 1990                                                          | Moreno Argentin      | Rudy Dhaenens          | John Talen                 |
| 1991                                                          | Edwig van Hooydonck  | Johan Museeuw          | Rolf Sørensen              |
| 1992                                                          | Jacky Durand         | Thomas Wegmüller       | Edwig van Hooydonck        |
| 1993                                                          | Johan Museeuw        | Frans Maassen          | Dario Bottaro              |
| 1994                                                          | Gianni Bugno         | Johan Museeuw          | Andréi Chmil               |
| 1995                                                          | Johan Museeuw        | Fabio Baldato          | Andréi Chmil               |
| 1996                                                          | Michele Bartoli      | Fabio Baldato          | Johan Museeuw              |
| 1997                                                          | Rolf Sørensen        | Frédéric Moncassin     | Franco Ballerini           |
| 1998                                                          | Johan Museeuw        | Stefano Zanini         | Andréi Chmil               |
| 1999                                                          | Peter van Petegem    | Frank Vandenbroucke    | Johan Museeuw              |
| 2000                                                          | Andréi Chmil         | Dario Pieri            | Romāns Vainšteins          |
| 2001                                                          | Gianluca Bortolami   | Erik Dekker            | Denis Zanette              |
| 2002                                                          | Andrea Tafi          | Johan Museeuw          | Peter van Petegem          |
| 2003                                                          | Peter van Petegem    | Frank Vandenbroucke    | Stuart O'Grady             |
| 2004                                                          | Steffen Wesemann     | Leif Hoste             | Dave Bruylandts            |
| 2005                                                          | Tom Boonen           | Andreas Klier          | Peter van Petegem          |
| 2006                                                          | Tom Boonen           | Leif Hoste             | George Hincapie            |
| 2007                                                          | Alessandro Ballan    | Leif Hoste             | Luca Paolini               |
| 2008                                                          | Stijn Devolder       | Nick Nuyens            | Juan Antonio Flecha        |
| 2009                                                          | Stijn Devolder       | Heinrich Haussler      | Philippe Gilbert           |
| 2010                                                          | Fabian Cancellara    | Tom Boonen             | Philippe Gilbert           |
| 2011                                                          | Nick Nuyens          | Sylvain Chavanel       | Fabian Cancellara          |
| 2012                                                          | Tom Boonen           | Filippo Pozzato        | Alessandro Ballan          |
| 2013                                                          | Fabian Cancellara    | Peter Sagan            | Jürgen Roelandts           |
| 2014                                                          | Fabian Cancellara    | Greg Van Avermaet      | Sep Vanmarcke              |
| 2015                                                          | Alexander Kristoff   | Niki Terpstra          | Greg Van Avermaet          |
| 2016                                                          | Peter Sagan          | Fabian Cancellara      | Sep Vanmarcke              |
| 2017                                                          | Philippe Gilbert     | Greg Van Avermaet      | Niki Terpstra              |
| 2018                                                          | Niki Terpstra        | Mads Pedersen          | Philippe Gilbert           |
| 2019                                                          | Alberto Bettiol      | Kasper Asgreen         | Alexander Kristoff         |
| 2020                                                          | Mathieu van der Poel | Wout van Aert          | Alexander Kristoff         |
| 2021                                                          | Kasper Asgreen       | Mathieu van der Poel   | Greg Van Avermaet          |
| 2022                                                          | Mathieu van der Poel | Dylan van Baarle       | Valentin Madouas           |
| 2023                                                          | Tadej Pogačar        | Mathieu van der Poel   | Mads Pedersen              |
| 2024                                                          | Mathieu van der Poel | Luca Mozzato           | Nils Politt                |
| 2025                                                          |                      |                        |                            |

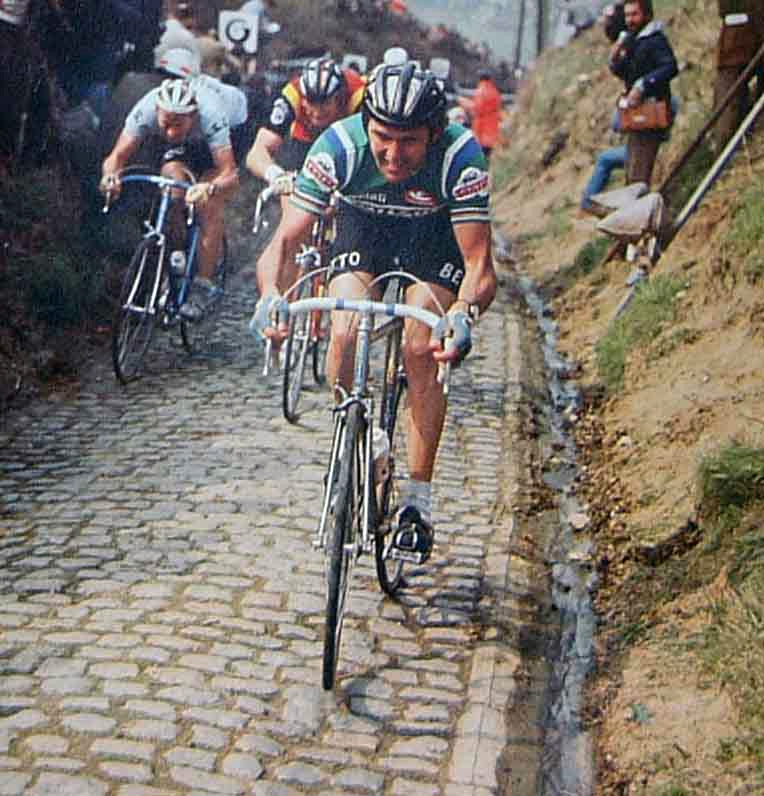
Roger De Vlaeminck, ganador de la edición de 1977, ascendiendo el Koppenberg.

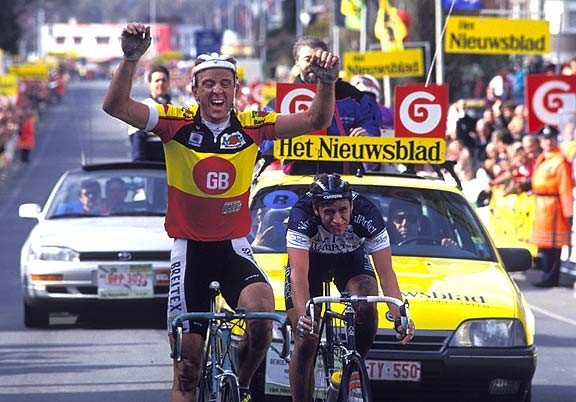
Johan Museeuw celebrando su victoria en la edición de 1993.

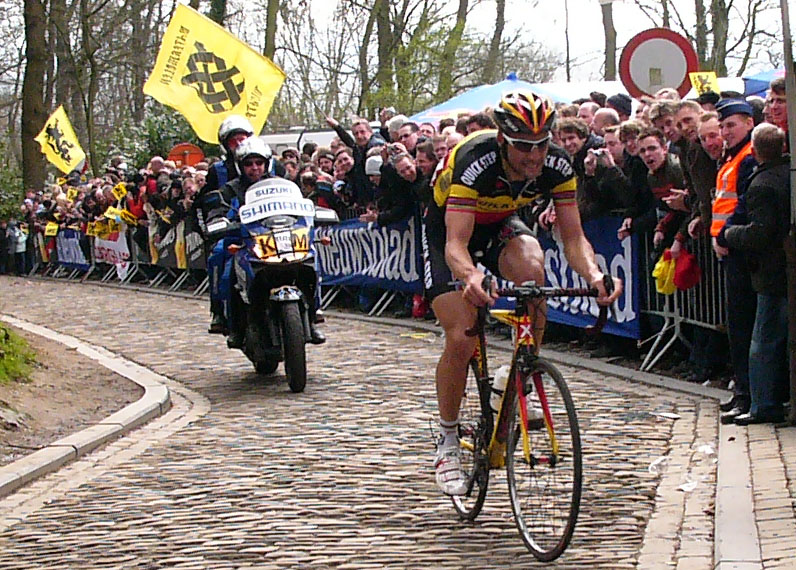
Tom Boonen subiendo el Muur en la edición de 2010

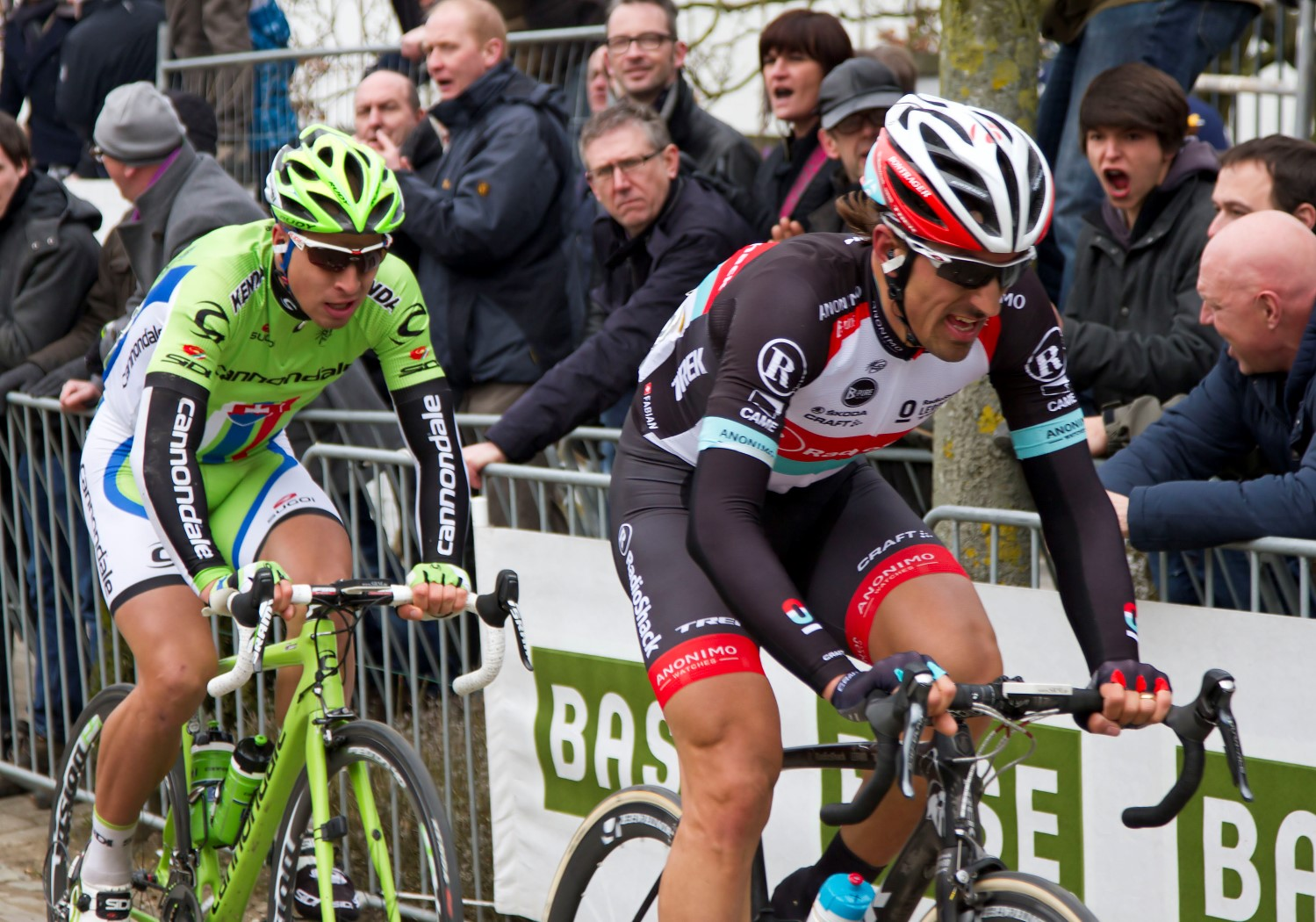
Peter Sagan y Fabian Cancellara durante la edición de 2013

Nota: La tercera posición obtenida por George Hincapie en el Tour de Flandes 2006, fue declarada desierta luego de la suspensión dada por la UCI al ciclista en el marco del caso de dopaje contra Lance Armstrong

## Palmarés por países
Hasta la edición 2025.
| País           | Victorias | 2.º lugar | 3.º lugar | Total | Último vencedor              |
| -------------- | --------- | --------- | --------- | ----- | ---------------------------- |
| Bélgica        | 69        | 67        | 70        | 207   | Philippe Gilbert en 2017     |
| Países Bajos   | 13        | 8         | 11        | 32    | Mathieu van der Poel en 2024 |
| Italia         | 11        | 12        | 8         | 31    | Alberto Bettiol en 2019      |
| Suiza          | 4         | 3         | 1         | 8     | Fabian Cancellara en 2014    |
| Francia        | 3         | 7         | 5         | 15    | Jacky Durand en 1992         |
| Alemania       | 2         | 3         | 2         | 7     | Steffen Wesemann en 2004     |
| Dinamarca      | 2         | 3         | 2         | 7     | Kasper Asgreen en 2021       |
| Eslovenia      | 2         | 0         | 0         | 2     | Tadej Pogačar en 2025        |
| Eslovaquia     | 1         | 1         | 0         | 2     | Peter Sagan en 2016          |
| Noruega        | 1         | 0         | 3         | 4     | Alexander Kristoff en 2015   |
| Reino Unido    | 1         | 0         | 1         | 2     | Tom Simpson en 1961          |
| Irlanda        | 0         | 3         | 0         | 3     | -                            |
| Australia      | 0         | 2         | 1         | 3     | -                            |
| Ucrania        | 0         | 0         | 1         | 1     | -                            |
| Moldavia       | 0         | 0         | 1         | 1     | -                            |
| Letonia        | 0         | 0         | 1         | 1     | -                            |
| España         | 0         | 0         | 1         | 1     | -                            |
| Estados Unidos | 0         | 0         | 1         | 1     | -                            |
| Total          | 109       | 109       | 109       | 327   |                              |

Nota: La tercera posición obtenida por George Hincapie en el Tour de Flandes 2006, fue declarada desierta luego de la suspensión dada por la UCI al ciclista en el marco del caso de dopaje contra Lance Armstrong

## Estadísticas

### Más victorias
Hasta la edición 2025.
| Ciclista             | Victorias | Años             |
| -------------------- | --------- | ---------------- |
| Achiel Buysse        | 3         | 1940, 1941, 1943 |
| Fiorenzo Magni       | 3         | 1949, 1950, 1951 |
| Eric Leman           | 3         | 1970, 1972, 1973 |
| Johan Museeuw        | 3         | 1993, 1995, 1998 |
| Tom Boonen           | 3         | 2005, 2006, 2012 |
| Fabian Cancellara    | 3         | 2010, 2013, 2014 |
| Mathieu van der Poel | 3         | 2020, 2022, 2024 |
| Romain Gijssels      | 2         | 1931, 1932       |
| Rik Van Steenbergen  | 2         | 1944, 1946       |
| Briek Schotte        | 2         | 1942, 1948       |
| Rik Van Looy         | 2         | 1959, 1962       |
| Eddy Merckx          | 2         | 1969, 1975       |
| Walter Godefroot     | 2         | 1968, 1978       |
| Jan Raas             | 2         | 1979, 1983       |
| Edwig Van Hooydonck  | 2         | 1989, 1991       |
| Peter Van Petegem    | 2         | 1999, 2003       |
| Stijn Devolder       | 2         | 2008, 2009       |
| Tadej Pogačar        | 2         | 2023, 2025       |

### Victorias consecutivas
- Tres victorias seguidas:
  -  Fiorenzo Magni (1949, 1950, 1951)

- Dos victorias seguidas:
  -  Romain Gijssels (1931, 1932)
  -  Achiel Buysse (1940, 1941)
  -  Eric Leman (1972, 1973)
  -  Tom Boonen (2005, 2006)
  -  Stijn Devolder (2008, 2009)
  -  Fabian Cancellara (2013, 2014)

### Más podios
Johan Museeuw, apodado el León de Flandes, y Albéric Schotte son los ciclistas con más podios en la carrera.
Hasta la edición 2024.
| Ciclista             | Victorias | 2.º lugar | 3.º lugar | Total |
| -------------------- | --------- | --------- | --------- | ----- |
| Johan Museeuw        | 3         | 3         | 2         | 8     |
| Albéric Schotte      | 2         | 2         | 4         | 8     |
| Mathieu van der Poel | 3         | 2         | 1         | 6     |
| Eddy Merckx          | 2         | -         | 4         | 6     |
| Fabian Cancellara    | 3         | 1         | 1         | 5     |
| Jan Raas             | 2         | -         | 3         | 5     |
| Tom Boonen           | 3         | 1         | -         | 4     |
| Walter Godefroot     | 2         | 2         | -         | 4     |
| Peter Van Petegem    | 2         | -         | 2         | 4     |
| Andrei Tchmil        | 1         | -         | 3         | 4     |
| Philippe Gilbert     | 1         | -         | 3         | 4     |
| Greg Van Avermaet    | -         | 2         | 2         | 4     |

### Otros datos
- La edición más larga se disputó en 1913: 324 km
- La edición más lenta se disputó en 1923: 26,233 km/h  Henri Suter.[15]
- La edición más rápida tuvo lugar en 2025: 44,981 km/h  Tadej Pogačar.[15]
- Corredor más joven en ganar: Rik Van Steenbergen en 1944 (19 años, 6 meses y 23 días).[16]
- Corredor de mayor edad en ganar: Andrei Tchmil en 2000 (37 años, 2 meses y 11 días).[16]
- El récord de participaciones es de Albéric Schotte. Tomó la salida 20 veces, logrando acabar la prueba en 16 de ellas.
- Vigentes campeones del mundo ganadores del Tour de Flandes: Louison Bobet (1955), Rik Van Looy (1962), Eddy Merckx (1975), Tom Boonen (2006), Peter Sagan (2016), Mathieu van der Poel (2024) y Tadej Pogačar (2025).[17]